# Aristocratie terrienne chinoise

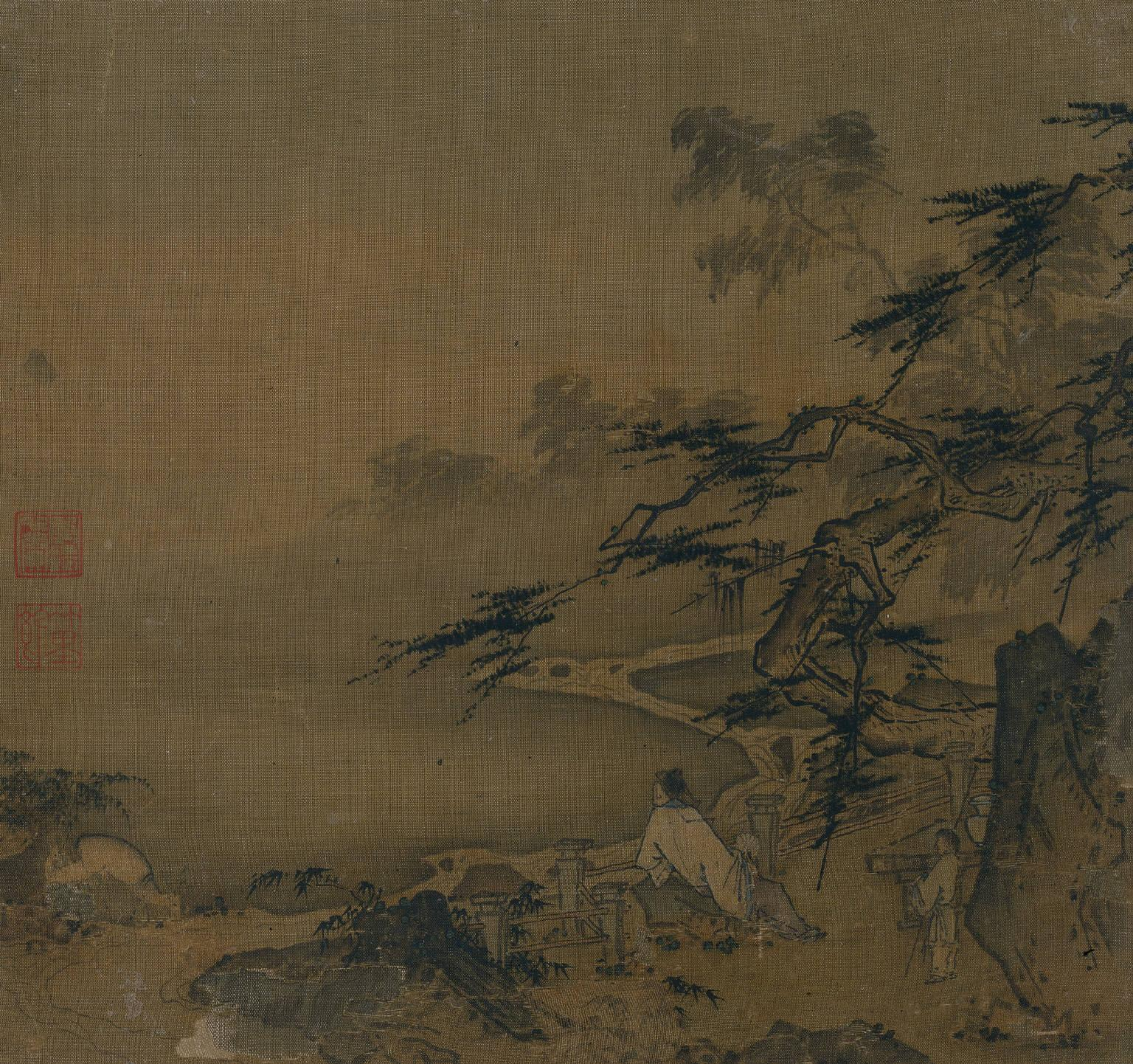
L'art des aristocrates érudits tend à idéaliser la retraite dans les beautés de la nature et la contemplation, une conception parallèle aux récits de voyage de Su Shi et Yuan Hongdao. Peinture de Ma Yuan (vers 1200-1230) de la dynastie Song.

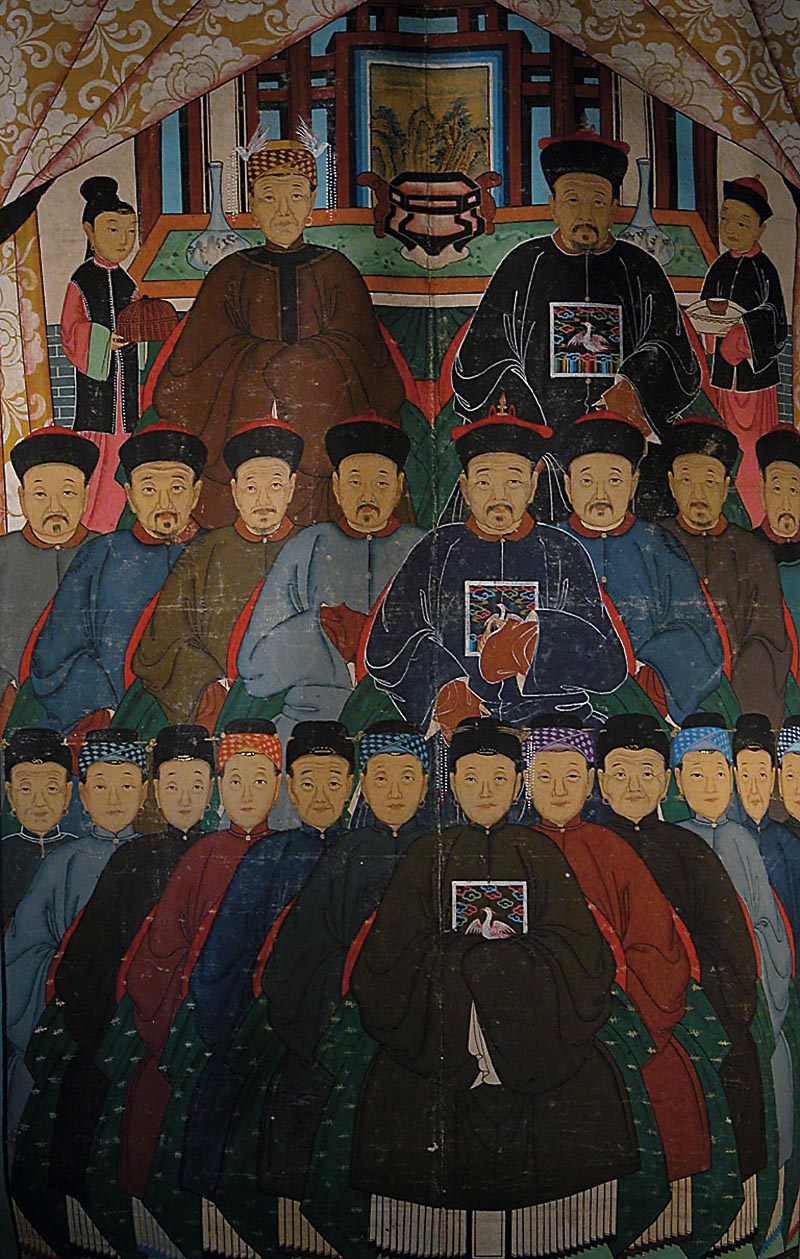
Galerie d'ancêtres du XIX.

 (octobre 2014).
Les informations dans cet article sont mal organisées, redondantes, ou il existe des sections bien trop longues. Structurez-le ou soumettez des propositions en page de discussion.
Avec le temps, il arrive que le contenu présent dans un article devienne désordonné. Il est souvent nécessaire de réorganiser l'article de fond en comble.
- Il faut tout d’abord répartir le contenu de l'article en plusieurs sections. Les informations doivent ensuite être exposées clairement et le plus synthétiquement possible, regroupées par sujet afin d'éviter les doublons. Quelqu'un cherchant une information précise doit pouvoir la trouver rapidement en lisant la section appropriée.
- À l'intérieur de chaque section, le texte, souvent initialement sous la forme de phrases éparses, doit être regroupé dans des paragraphes de quelques lignes, en assurant un enchaînement logique et une cohérence entre les phrases.
- Lorsque l'article ou l'une de ses sections développe trop longuement un point qui n'est pas dans le cœur du sujet traité, il convient de faire une synthèse et de transférer l'ancien contenu dans des articles plus appropriés (en cas de transfert, il faut impérativement respecter la procédure Aide:Scission).

Si vous pensez que ces points ont été résolus, vous pouvez retirer ce bandeau et améliorer le plan d'un autre article.
Le terme d'aristocratie terrienne est d'abord utilisé par les Britanniques, et ne correspond pas à un seul terme chinois. Un ouvrage de référence fait remarquer que sous la dynastie Ming (1368-1644), l'élite qui détenait un statut privilégié en passant les examens impériaux était appelée shenshi (紳士) ou jinshen (縉紳). Ces titulaires de diplômes, lettrés, fonctionnaires érudits ou officiels, sont « vaguement connus en [Occident] comme la noblesse chinoise ». Grâce à l'éducation, cette élite détenait un monopole virtuel sur les postes au gouvernement, et était supérieure à l'élite officieuse des riches. 

## 1000
Après la dynastie Tang, la dynastie Song (960-1279) développa les examens de service civil pour remplacer le système des neuf-rangs qui favorisait les nobles. Sous la dynastie Song, leur pouvoir et leur influence éclipsaient celles des aristocrates héréditaires et souvent militaires. Ils étaient appelés « aristocratie lettrée » (士紳, shishen), ou « aristocratie locale » (鄉紳, xiangshen). Des tentatives furent faites pour les définir comme une classe sociale ayant passé les examens et étaient donc admissibles à exercer les fonctions administratives, tout comme les mandarins retraités ou leurs familles et descendants. Posséder une terre était souvent une façon de préserver la richesse.
En vertu du système de classe confucéen (les quatre occupations), les fonctionnaires érudits étaient au sommet avec les fermiers, les artisans, et les marchands en dessous par ordre décroissant. Puisque la deuxième classe la plus élevée était agricole, les fonctionnaires érudits retraités achetaient des terres. Ils ne les travaillaient pas eux-mêmes mais embauchaient des paysans pour gérer les fermes. Durant cette période de l'histoire de Chine, les paysans étaient réellement d'une classe supérieure à celle des marchands. Les fils de ces mandarins aspiraient à passer les examens impériaux et à poursuivre l'héritage familial. Il était attendu des membres de l'aristocratie qu'ils soient un exemple pour la communauté comme gentilshommes junzi.
À la fin de la dynastie Qing, les fils des marchands utilisaient leur argent pour s'acheter une éducation et entrer dans le service civil. Ainsi, les aristocrates infortunés se mariaient avec des femmes de familles marchandes ce qui mena à l'écroulement de l'ancienne structure de classe. Avec l'abolition des examens impériaux et la chute de la dynastie Qing vint la fin des fonctionnaires érudits.

## 1900
Après le mouvement pour une nouvelle culture (1910-1920), des radicaux utilisèrent le terme pour accuser de « féodalisme » les propriétaires terriens. Mao Zedong mène les attaques contre les « mauvais aristocrates et les despotes locaux » pour exiger et recueillir le loyer élevé payé par leurs locataires pendant la période républicaine (1912-1949), et les propriétaires terriens se réunirent en groupes violents pour garder leur contrôle sur leurs terres. Les communistes réussirent à rallier la majeure partie de la population rurale grâce à des promesses de réformes agraires et de redistribution des terres. 
Après la fondation de la République populaire de Chine en 1949, de nombreux propriétaires terriens furent exécutés en vertu de la lutte des classes et le système de classe fut alors totalement aboli. D'anciens membres furent stigmatisés et persécutés durant la révolution culturelle de 1966-67. Cette persécution prit fin avec le début de la réforme économique chinoise (1978) de Deng Xiaoping.